# Maria Ciszewska
Maria Ciszewska (ur. 10 stycznia 1934 w Średniej Wsi) – polska polityk, posłanka na Sejm PRL VIII kadencji.

## Życiorys
W 1955 uzyskała tytuł zawodowy magistra prawa na Wydziale Prawa Uniwersytetu Wrocławskiego. Pracowała jako prokurator prokuratury wojewódzkiej w Wałbrzychu. Ponadto zasiadała we władzach Ligi Kobiet. W 1962 wstąpiła do Polskiej Zjednoczonej Partii Robotniczej. W latach 1980–1985 pełniła mandat posłanki na Sejm PRL VIII kadencji w okręgu Wałbrzych. Zasiadała w Komisji Prac Ustawodawczych, Komisji Spraw Wewnętrznych i Wymiaru Sprawiedliwości, Komisji Nadzwyczajnej do rozpatrzenia projektu ustawy o Spółdzielniach i ich Związkach, Komisji Odpowiedzialności Konstytucyjnej oraz w Komisji Nadzwyczajnej do rozpatrzenia projektu ustawy o Radach Narodowych i Samorządzie Terytorialnym.